# VV Noordwijk
VV Noordwijk ist ein niederländischer Amateurfußballverein aus Noordwijk, in der Provinz Zuid-Holland. Der Klub entstand 1933. Die Heimspiele finden am Sportpark Duinwetering statt, das 2014 und 2015 renoviert wurde. Die Farben sind rot und weiß.
Zwischen 1963 und 2010 spielte es in der höchsten Amateurliga der Niederlande. Danach trug es die Spiele abwechselnd auf dem ersten und zweiten Amateurniveau aus.
Einer der größten Erfolge in der Vereinsgeschichte ist indes das Erreichen des KNVB-Pokalviertelfinales 2010/11. Damals unterlagen sie auswärts RKC Waalwijk mit 6:0.

## Erfolge
- Amateurmeister: 1973, 1980
- Amateurmeister Samstagsabteilung: 1973, 1980
- Meister Hoofdklasse A Samstag: 1999, 2011, 2018
- Meister Derde Divisie Samstag: 2019
- Gewinner Distriktspokal West II: 1991, 2016, 2017